# Embia nuragica
Embia nuragica är en insektsart som beskrevs av Stefani 1953. Embia nuragica ingår i släktet Embia och familjen Embiidae. Inga underarter finns listade i Catalogue of Life.